# António Pacheco
António Pacheco (Portimão, 1º dicembre 1966 – Faro, 20 marzo 2024) è stato un calciatore e allenatore di calcio portoghese, di ruolo centrocampista.

## Carriera

### Club
Iniziò la propria carriera nel 1985 nel Torralta.
Nel 1986 passò al Portimonense.
Successivamente vinse per due volte la Superliga portoghese, nel 1988-1989 e nel 1990-1991 con il Benfica, con cui giocò dal 1987 al 1993. Con il club biancorosso giocò anche nella Coppa dei Campioni, disputando da titolare le 2 finali perse dai lusitani in Coppa nel 1988 e nel 1990.
Lasciò il Benfica nel 1993 per poi trasferirsi ai rivali dello Sporting Lisbona (insieme a Paulo Sousa), dove in 2 stagioni giocò poche partite a causa degli infortuni.
Giocò poi una stagione al Belenenses (anch'essa costellata dai problemi fisici), per poi trasferirsi in Italia alla Reggiana, dove si presentò dichiarando che "era in cerca di rivincite e di avere l'ultima occasione di dimostrare di essere un grande giocatore"; tuttavia la sua esperienza in Emilia-Romagna non fu delle migliori, ricordata solo per il 22 dicembre 1996, data in cui segnò il gol del provvisorio 1-0 nel pareggio per 1-1 contro l'Inter. A fine anno la squadra retrocesse a ultima in classifica e Pacheco lasciò il club per tornare in patria al Santa Clara.
Tra il 1998 militò nell'Atlético CP, nell'Estoril e nuovamente nell'Atlético CP, con cui si ritirò nel 2001.

### Nazionale
Negli anni '80 giocò con le selezioni Under-18 e Under-21 del Portogallo.
Giocò poi 6 partite con la Nazionale maggiore portoghese tra il 1989 e il 1991, debuttando il 15 febbraio 1989 in una sfida di qualificazione a Italia '90 contro il Belgio, e chiudendo la propria carriera con la selezione lusitana il 4 settembre 1991 in amichevole contro l'Austria.

### Allenatore
Allenò l'Atlético CP nel 2001 e la Portimonense nel 2004.

## Statistiche

### Cronologia presenze e reti in Nazionale
| Cronologia completa delle presenze e delle reti in nazionale ― Portogallo | Cronologia completa delle presenze e delle reti in nazionale ― Portogallo | Cronologia completa delle presenze e delle reti in nazionale ― Portogallo | Cronologia completa delle presenze e delle reti in nazionale ― Portogallo | Cronologia completa delle presenze e delle reti in nazionale ― Portogallo | Cronologia completa delle presenze e delle reti in nazionale ― Portogallo | Cronologia completa delle presenze e delle reti in nazionale ― Portogallo | Cronologia completa delle presenze e delle reti in nazionale ― Portogallo |
| Data                                                                      | Città                                                                     | In casa                                                                   | Risultato                                                                 | Ospiti                                                                    | Competizione                                                              | Reti                                                                      | Note                                                                      |
| ------------------------------------------------------------------------- | ------------------------------------------------------------------------- | ------------------------------------------------------------------------- | ------------------------------------------------------------------------- | ------------------------------------------------------------------------- | ------------------------------------------------------------------------- | ------------------------------------------------------------------------- | ------------------------------------------------------------------------- |
| 15-2-1989                                                                 | Lisbona                                                                   | Portogallo                                                                | 1 – 1                                                                     | Belgio                                                                    | Qual. Mondiali 1990                                                       | -                                                                         | 61’                                                                       |
| 29-3-1989                                                                 | Lisbona                                                                   | Portogallo                                                                | 6 – 0                                                                     | Angola                                                                    | Amichevole                                                                | -                                                                         | 76’                                                                       |
| 15-11-1989                                                                | Lisbona                                                                   | Portogallo                                                                | 0 – 0                                                                     | Cecoslovacchia                                                            | Qual. Mondiali 1990                                                       | -                                                                         |                                                                           |
| 29-8-1990                                                                 | Lisbona                                                                   | Portogallo                                                                | 1 – 1                                                                     | Germania Ovest                                                            | Amichevole                                                                | -                                                                         | 80’                                                                       |
| 12-9-1990                                                                 | Helsinki                                                                  | Finlandia                                                                 | 0 – 0                                                                     | Portogallo                                                                | Qual. Euro 1992                                                           | -                                                                         | 64’                                                                       |
| 4-9-1991                                                                  | Porto                                                                     | Portogallo                                                                | 1 – 1                                                                     | Austria                                                                   | Amichevole                                                                | -                                                                         | 46’                                                                       |
| Totale                                                                    |                                                                           | Presenze                                                                  | 6                                                                         |                                                                           | Reti                                                                      | 0                                                                         |                                                                           |

## Palmarès
- Campionato portoghese: 2

Benfica: 1986-1987, 1990-1991
- Coppa di Portogallo: 2

Benfica: 1992-1993
Sporting Lisbona: 1994-1995